# ژیرایر مارگاریان
ژیرایر مارگاریان (ارمنی: Ժիրայր Մարգարյան؛ زادهٔ ۱۳ سپتامبر ۱۹۹۷) بازیکن فوتبال در پست مدافع اهل ارمنستان است.

## باشگاهی
از باشگاه‌هایی که در آن بازی کرده‌است می‌توان به باشگاه فوتبال اورارتو، باشگاه فوتبال شیراک، باشگاه فوتبال آرارات ایروان و Veres Rivne اشاره کرد.

## تیم ملی
وی همچنین در تیم‌های ملی فوتبال زیر ۱۹ سال ارمنستان، زیر ۲۱ سال ارمنستان، و ارمنستان بازی کرده‌است.